# Dona i flors
Dona i Flors és una escultura de Miquel Blay i Fàbrega de 1899. N'hi ha diverses versions: un exemplar de guix, un de marbre de la família Blay i un altre de marbre del Museu Nacional d'Art de Catalunya, exemplar realitzat per a la V Exposició Internacional de Belles Arts de Barcelona de 1907. Blay va confiar la talla en marbre als Tallers Bechini a Barcelona, a partir del seu model de guix. L'obra mostra la figura d'una persona real i anònima, amb tot luxe de detalls, en estil realista. Com a al·legoria a l'estació de la primavera també té tocs de simbolisme o modernisme. Blay ja hi treballava des de 1896 al seu taller a París.

## Tema
Una noia que té les mans unides davant d'un grapat de flors. Podria ser una al·legoria a la primavera, ja que també es coneix per aquest títol.

## Descripció
A l'escultura es veu mig cos de noia, fins a la cintura, amb el cabell recollit. Porta un vestit de coll rodó i mànigues bufades. Té les mans unides al seu davant amb un grapat de flors.
El bust forma la figura d'un triangle. La base de la figura és més petita que el cos de la noia, ja que els braços la sobresurten, tot i així, es pot veure la forma de la figura triangular, ja que el cap actua com a vèrtex i els braços són els costats del triangle.

## Exposicions
El primer exemplar de l'escultura en marbre va ser exposada en diversos llocs:
- Figurava a la Sala Blay del Museu Arqueològic d'Olot
- Va ser exposada en el Cinquantenari de la mort de Miquel Blay i Fàbrega, a l'Escola de Belles Arts d'Olot de l'11 de juliol fins al 17 d'agost de 1986.
- La España de hace un siglo. En torno al 98, a Logroño, Saragossa, Guadalajara, Madrid i Ibercaja, del març al desembre de 1998

Els altres exemplars, en canvi, van ser exposat:
- Exposició General de Bellas Artes e Industria Artísticas, de Madrid del 1899
- Salon de la Societé des Artistes Français, Paris, 1900
- Exposition Universelle, Paris, 1900
- Exposición General de Bellas Artes e Industrias Artísticas, Madrid, 1904
- V Exposició Internacional de Belles Arts, Barcelona 1907
- Exposició Conmemorativa del I Centenari del naixement de Miquel Blay i Fàbrega, Olot, setembre de 1966.
- Un siglo de Arte Español (1856 - 1956) Madrid
- El Modernismo en España, Madrid, octubre - desembre 1969, Barcelona, juny-agost 1970
- Cien años de Cultura Catalana (1880-1980) Madrid, juny-octubre 1980
- El Modernisme, Museu d'Art Modern de Barcelona, 10 d'octubre 1990- 13 de gener de 1991